# 港島東中心

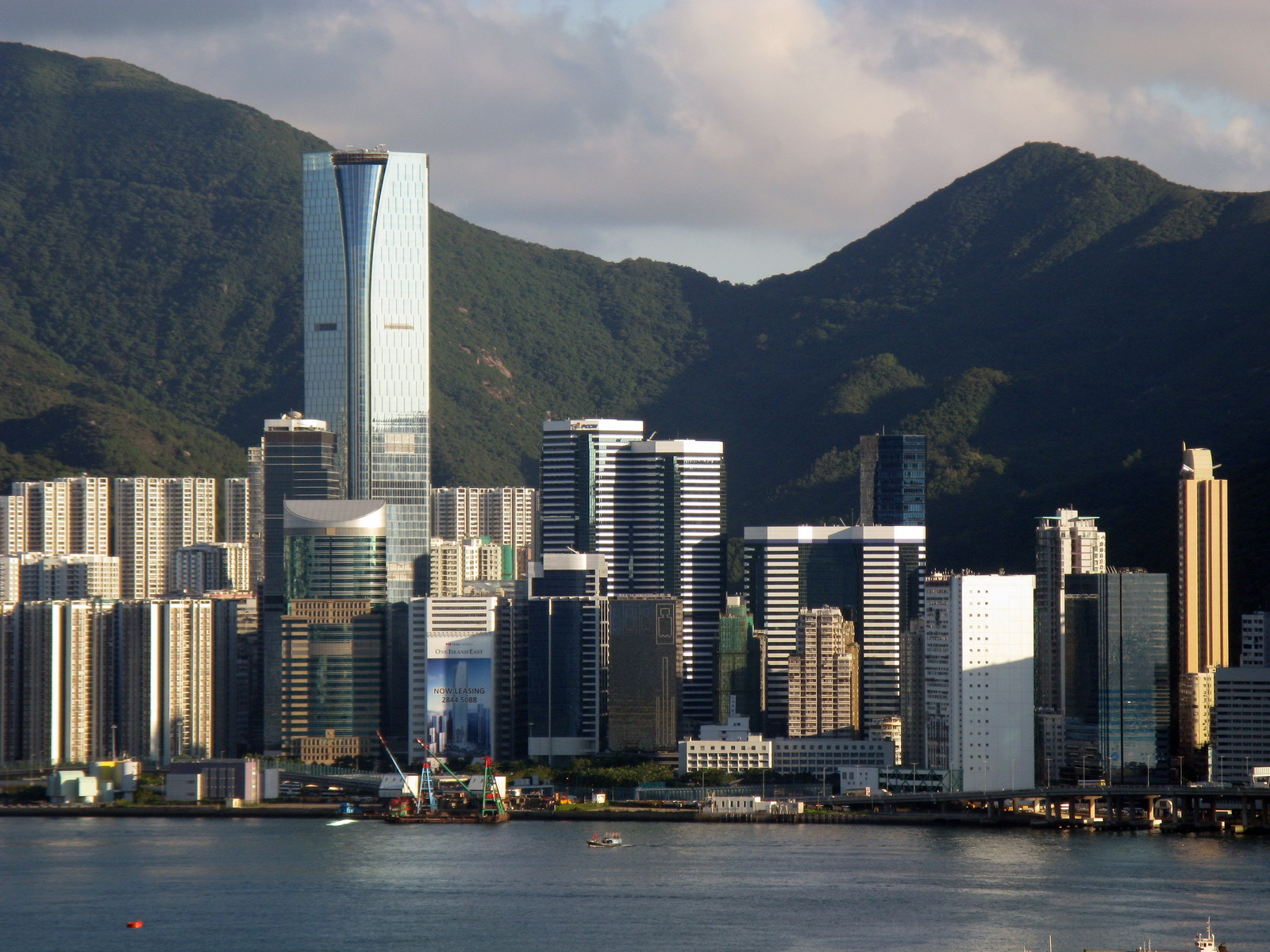
遠眺港島東中心（圖中最高大廈）

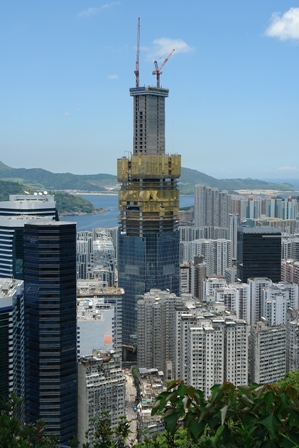
興建中的港島東中心

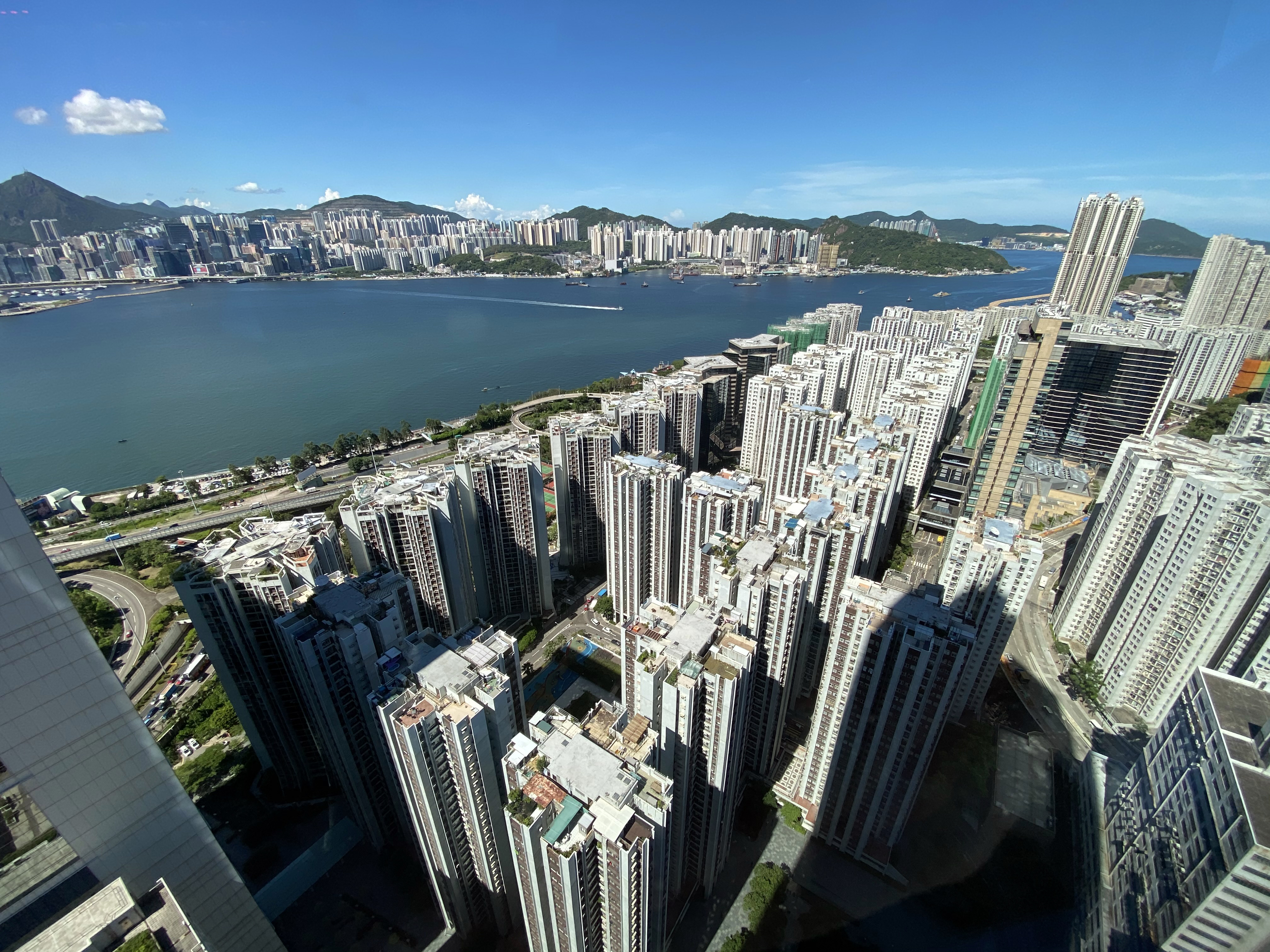
從港島東中心37樓空中大堂俯瞰太古城及酒店東隅

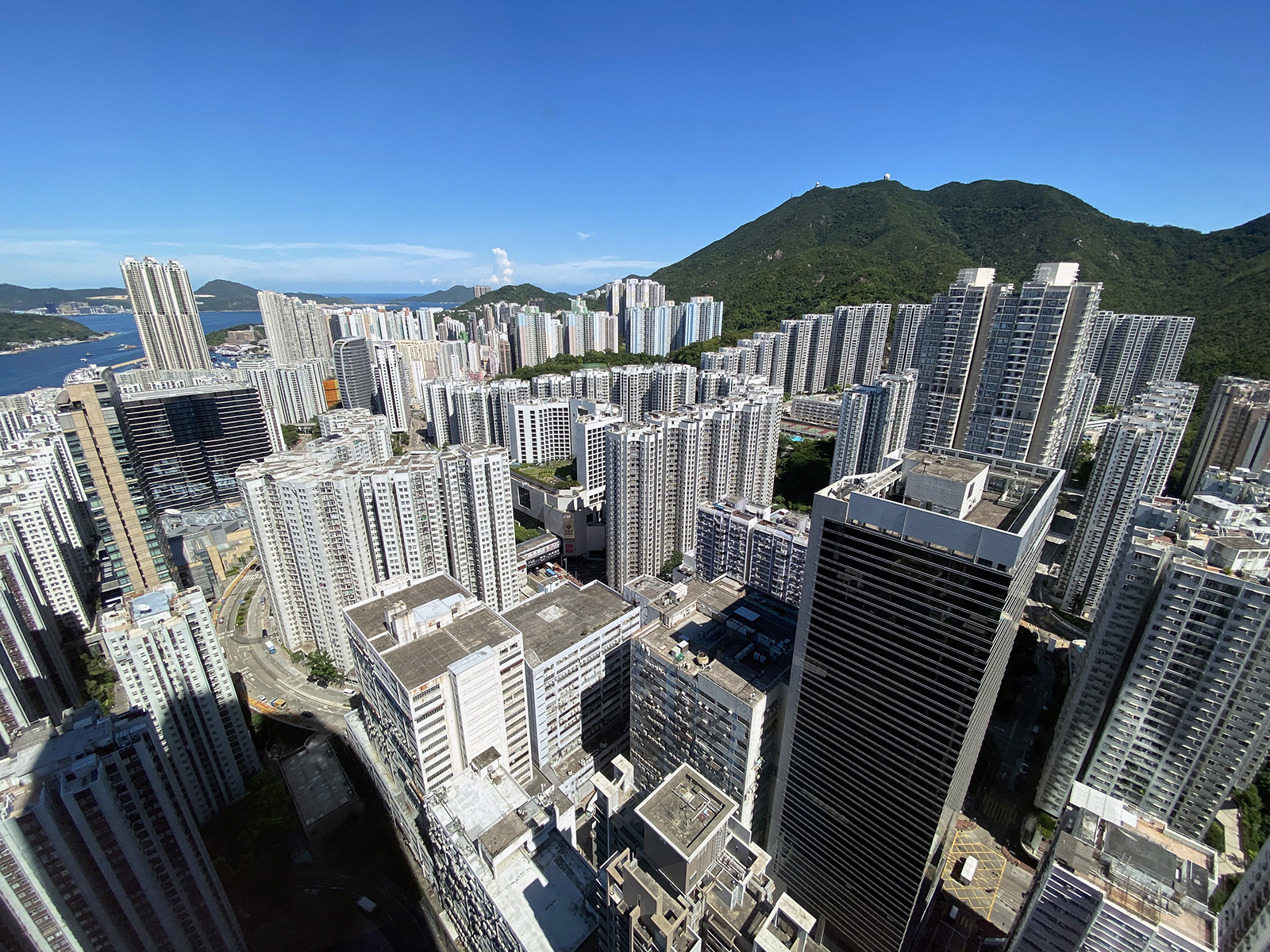
從港島東中心37樓空中大堂俯瞰康怡花園

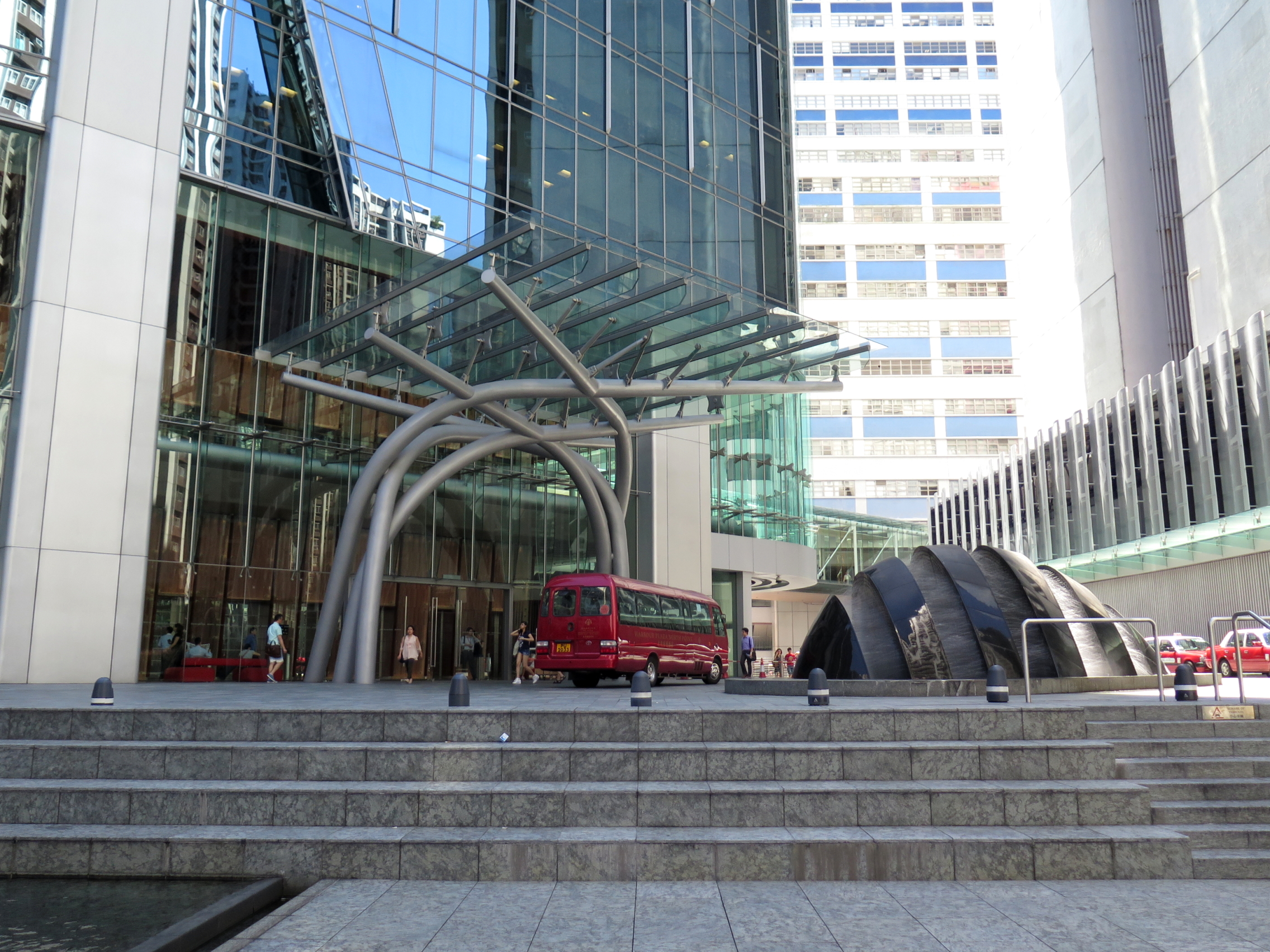
正門入口雕塑

港島東中心（英語：One Island East）是香港一座樓高300米的甲級商業大樓，位於東區鰂魚涌太古坊華蘭路18號。物業由太古地產興建發展以及管理，於2006年展開建造工程，2008年3月落成，於同年4月起分階段入伙。
港島東中心樓高68層，為香港第七高的已建成摩天大樓（截至2024年2月），亦是港島東區的最高大廈。其總樓面面積為1,537,011平方呎，地盤面積109,929平方呎。大廈設有2層地庫停車場，而37及38樓有一個雙層空中大堂（見圖片集）。
港島東中心鄰近及有空調的行人天橋連接至太古坊內其他商業大樓如太古坊一座、太古坊二座。用戶方面，以金融、保險、法律等行業為主。

## 大樓外觀
大樓外牆採用全玻璃幕牆覆面，平面呈方形，建築物的正立面呈菱形，並向著維多利亞港及鯉魚門。正立面兩側成片狀形，凸顯中央弧線形結構。

## 歷史
太古地產於2003年成功將集團持有的匯圃高爾夫球場（位處太古城的範圍內）的地積比率轉移，一同計算在港島東中心的地盤面積及發展樓面，與毗鄰的萬邦工業大廈（Melbourne Industrial Building，原華蘭路16至18號，1972年落成）合併發展。因此得以興建港島東中心，而不用補地價。其後，港島東中心的前身－益新工業大廈（Aik San Factory Building，原華蘭路14號，建於1969年）及萬邦工業大廈，於同年被拆卸。
2006年3月16日，太古地產與金門建築為港島東中心簽訂建造工程合約，於屋宇署申報造價為港幣24億元。建造工程亦隨即於同年展開。
2007年10月16日，星展銀行與太古地產簽訂協議，承租港島東中心其中11層逾22萬平方呎的樓面，作為星展銀行的後勤總部。這成為了本年迄今第二大甲級商廈租務成交，估計今次的成交呎租約25元，涉及月租約500多萬元。星展銀行將是港島東中心落成後的主要租戶之一。
2008年1月7日，摩根大通與太古地產簽訂協議，承租港島東中心11層共23.7萬平方呎，成為港島東中心的最大宗租務交易。摩根大通的部分部門將於同年8月起逐步遷入港島東中心。
2008年3月，港島東中心獲屋宇署簽發佔用許可證（入伙紙）。
2008年10月27日，康宏理財總部搬遷至港島東中心34樓，直至2013年遷往炮台山康宏匯為止。
2010年，太古地產總部由金鐘太古廣場一期33樓遷往港島東中心64樓。
2014年1月，Facebook租用鰂魚涌港島東中心逾萬平方呎樓面作寫字樓，呎租約50元。
2018年10月，證券及期貨事務監察委員會租用港島東中心45-48樓及50-54樓合共9層樓面，每層面積約2.2萬平方呎，合共約20萬平方呎，呎租約55元，租約將於翌年1月生效，為期8年。證監會總部已於2020年7月6日搬遷至港島東中心。2023年11月，太古地產出售港島東中心42至54樓（不包括49樓），合共12層，總面積約29.6萬平方呎予證券及期貨事務監察委員會，協議售價為54億元，平均每層約4.5億元，

## 特色
- 港島東區的商廈普遍只有20至40層，擁有68層的港島東中心在區內鶴立雞群
- 使用Grade 100混凝土興建，有別於較傳統的Grade 45混凝土，Grade 100混凝土有效地減少混凝土用量達30％，繼而增加了每層的可用樓面面積[14]
- 大廈內前往各辦公層的升降機均設置Miconic 10智能分配系統（前往空中大堂的升降機除外），提高載客效率。
- 前往空中大堂的升降機採用雙層設計，能節省安裝空間及分散人流。
- 前往45至54樓的升降機大堂設有閘機，能提升該處的保安。
- 大廈內的中央郵件室配備獨立抽氣系統
- 採用先進中央控制中心，能監控及管理港島東的所有商廈
- 其大廈綜合設計資料系統能方便租戶裝修
- 其創新數碼項目管理系統，能緊密促進發展過程中每個環節，有效減少建築廢物
- 其電子投標系統亦能大大減少用紙，體現環保理念

## 租戶
港島東中心內設有太古地產的總辦事處，而其他租戶來自商界的各行各業，包括金融、地產、會計、保險及貿易等，包括國際知名品牌（如香奈兒）等。
至於其他租戶包括里昂證券、美亞保險、安盛亞洲區總部以及蘇黎世保險集團、凱達環球全球總部、Tiffany & Co.（42樓4208室）等。
另一方面，港島東中心37樓空中大堂於2009年9月曾開設了Pacific Coffee，讓大堂空間得以善用，不過已經於2014年初結業，並於2014年9月由太古旗下餐廳Public取代。
下列為港島東中心部分租戶樓層分佈：
- 2－3樓：埃森哲
- 4及67樓：Neo Derm
- 4樓：安進香港有限公司（407-12室）
- 5樓：中信里昂證券
- 6－7樓：美亞保險
- 8樓：文華東方酒店集團
- 10－13樓及15－16樓：星展銀行
- 17樓、32樓：禮德齊伯禮律師行（Reed Smith Richards Butler）
- 22樓：世聯保險有限公司
- 23樓：德事商務中心
- 24樓：暉致醫療管理有限公司（2401-07及12室）、La Prairie（2408-11室）
- 25－26樓：蘇黎世保險集團
- 27樓：戴德梁行
- 28及59樓：英國保誠集團
- 29－31樓：凱達環球
- 31樓：香港城市室樂團
- 32樓：翰宇國際律師事務所（Squire Patton Boggs）（3201室）環球銀行金融電信協會（3205－09室）
- 34樓：怡安集團
- 37樓：太古餐廳旗下餐廳Public
- 38樓、44－48樓及50－54樓：證券及期貨事務監察委員會（38樓為接待處）、投資者賠償有限公司、投資者及理財教育委員會
- 39樓：聯博香港有限公司（AllianceBernstein）
- 40樓：H&H國際控股、合生元香港有限公司（4007－09室）
- 41樓：埃森哲（4103-10室）、凱捷（4101－02，4111－12室）
- 42樓：毅柏律師事務所（4201－03室）、Tiffany & Co（4208室）
- 43樓：科思創
- 55及56樓：富而德律師事務所
- 57樓：安盛投資管理亞洲有限公司
- 58樓：全球保險集團
- 60樓：泛歐交易所亞洲聯絡處（6020室）
- 60樓：愛立信有限公司
- 61樓：香奈兒
- 63樓：思傑系統、塔博曼亚洲（6311室）
- 64－65樓：太古地產
- 67樓：Neo Derm

## 意外事故
2008年8月6日，港島東中心在強烈熱帶風暴北冕（天文台當時發出八號烈風或暴風信號）吹襲期間，有玻璃幕牆飛脫，擊毀對面華蘭花園雅蘭閣四個單位的玻璃窗，其中一單位之窗台石屎被撞凹。

## 圖片集

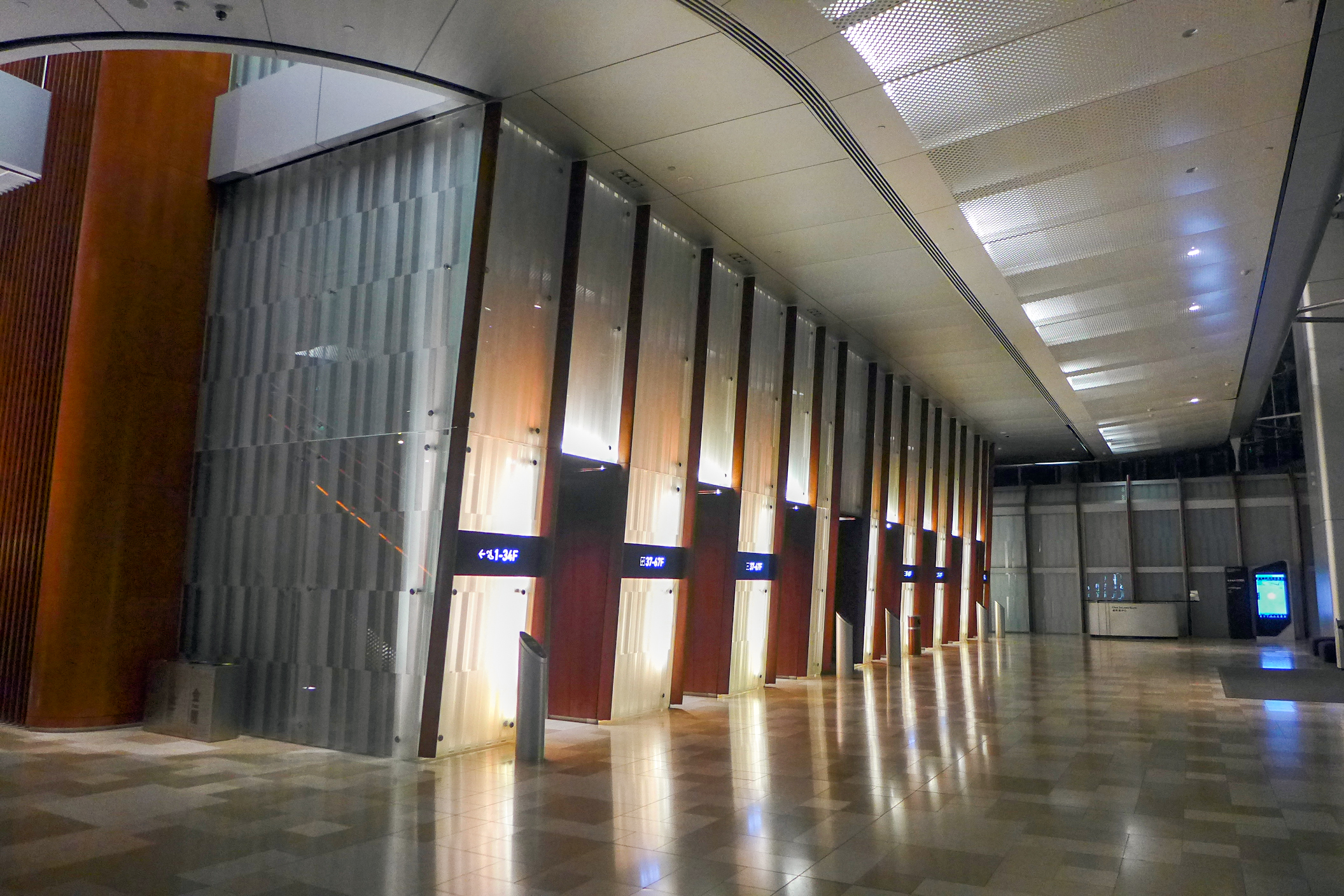
地下大堂
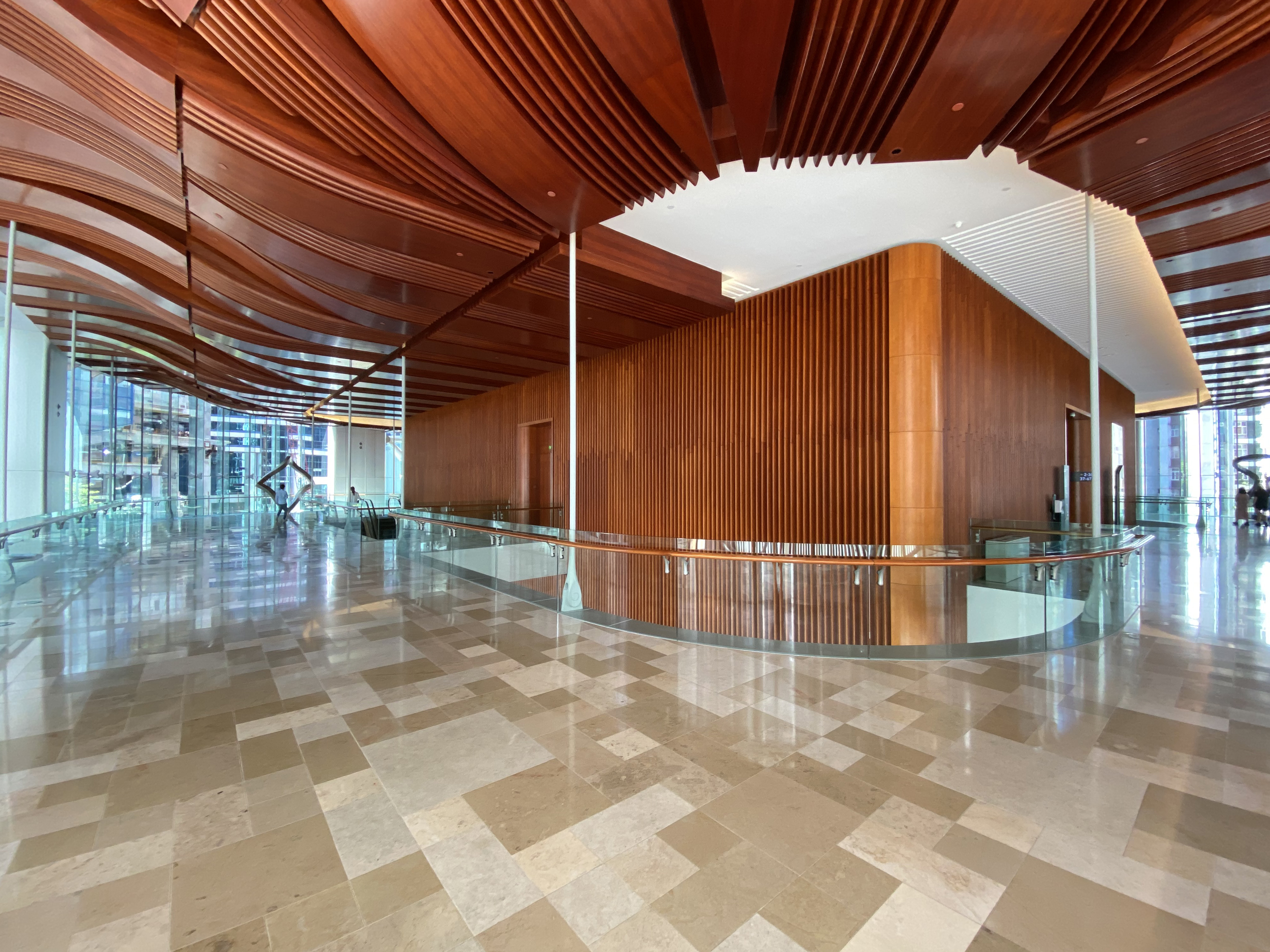
1樓大堂
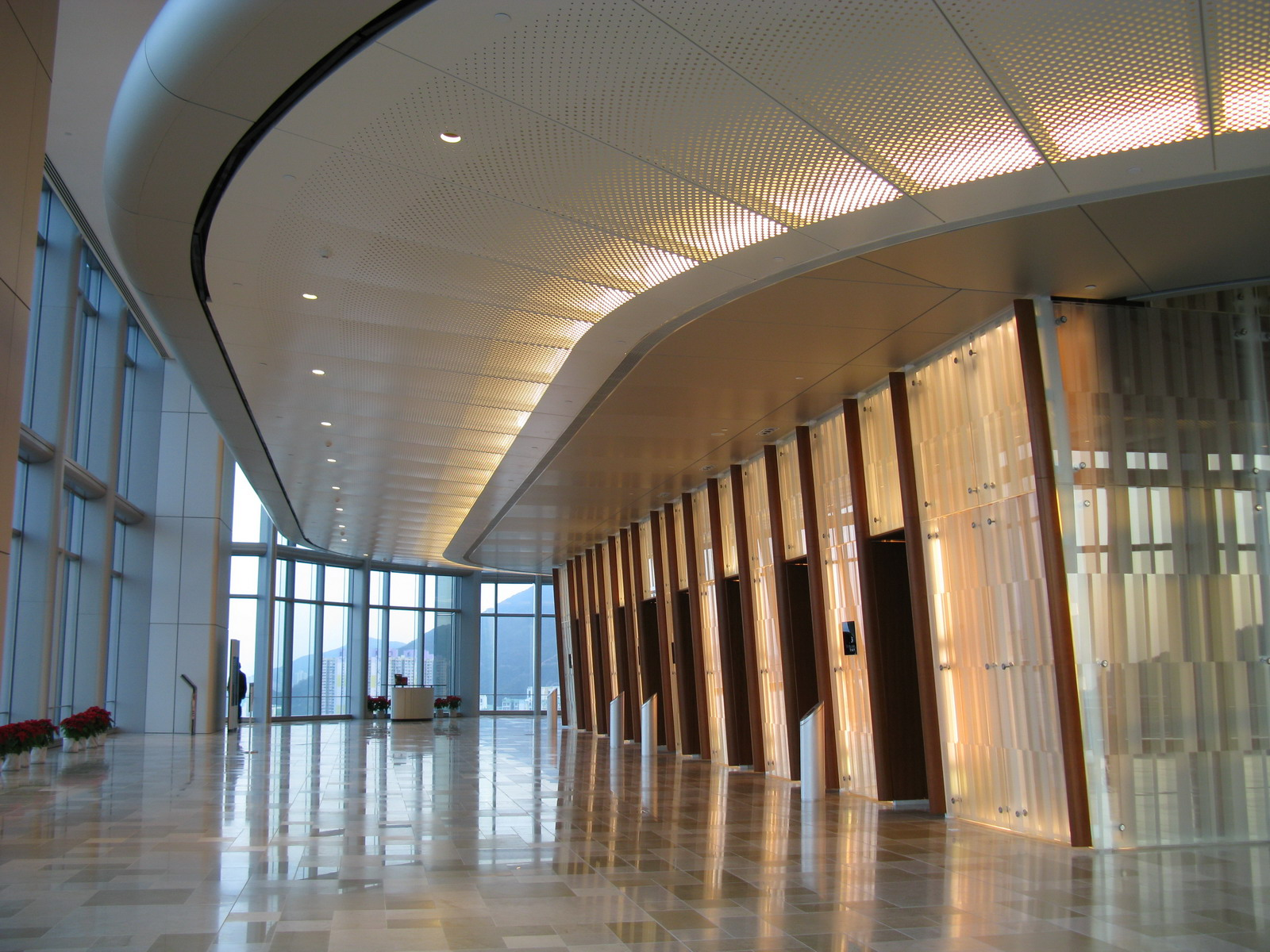
37樓空中大堂
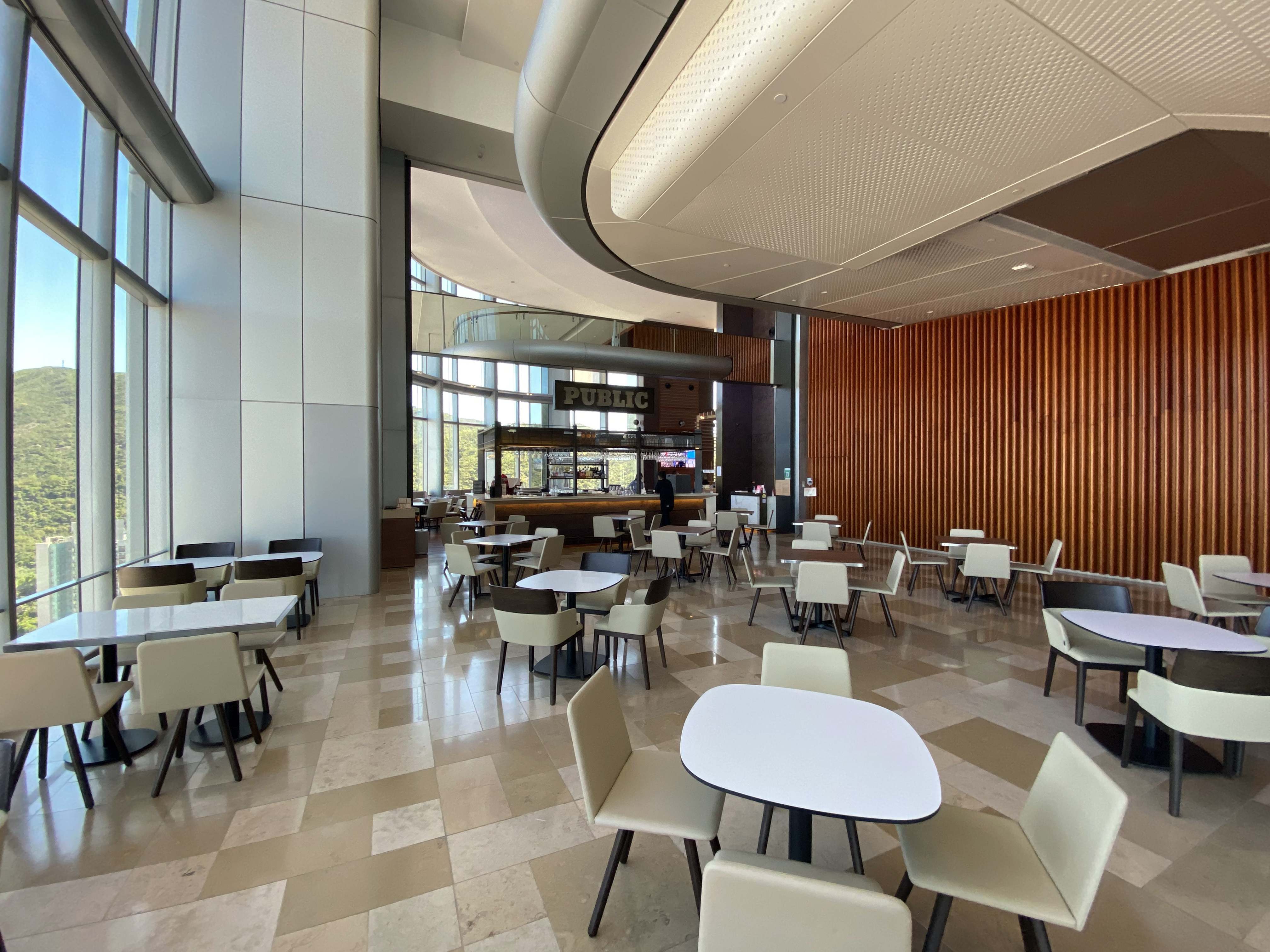
37樓設餐廳Public
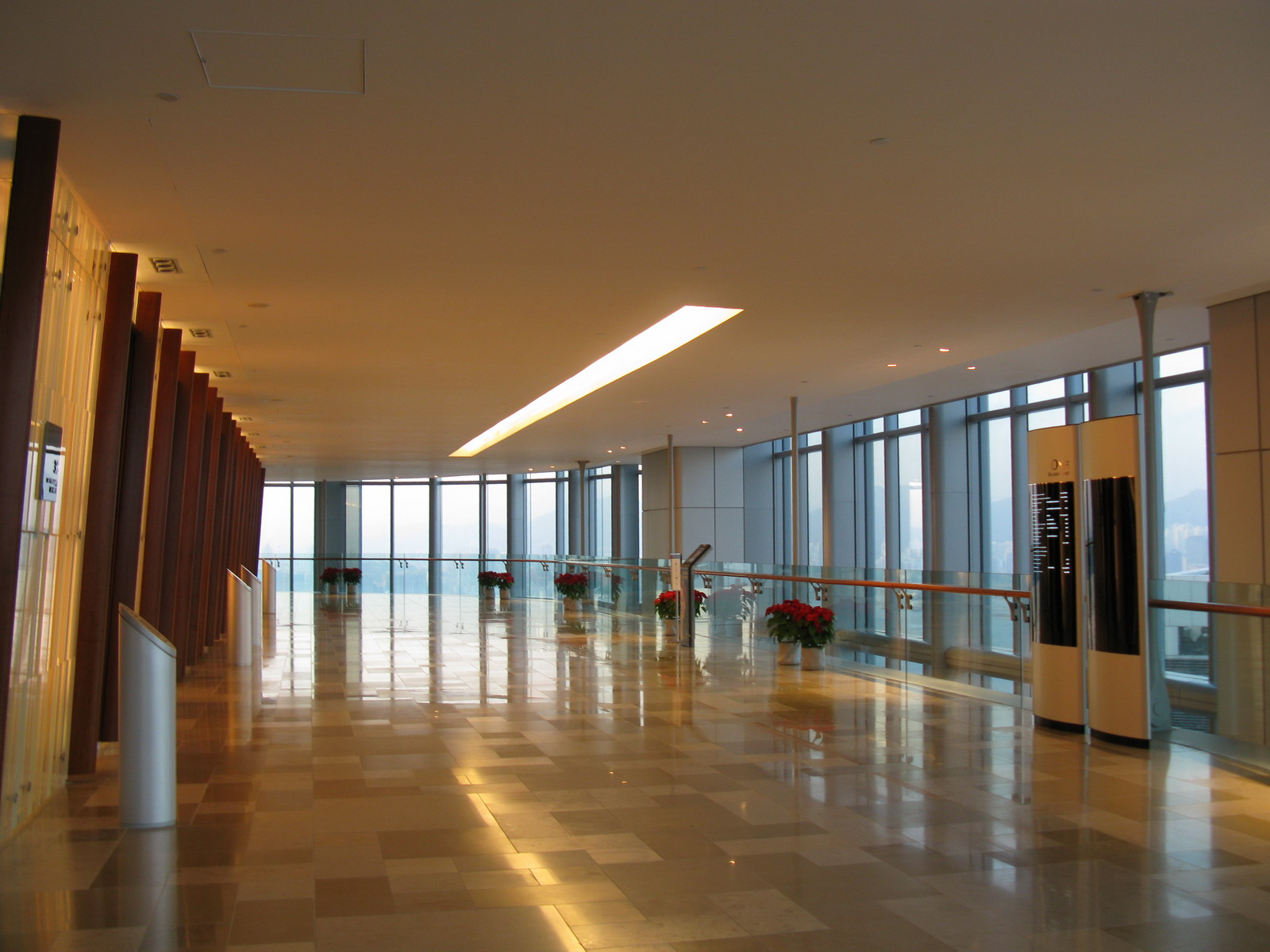
38樓空中大堂

## 外部連結
- 太古地產官方簡介頁 （页面存档备份，存于）（中文）
  - 規格摘要（中文）
  - 平面圖（英文）
- 金門建築有限公司（中文）
- 拆卸前的益新工業大廈及萬邦工業大廈 （页面存档备份，存于）（中文）